# Verdine White
Verdine White (25 de julio de 1951) es un músico estadounidense, más conocido por ser el bajista de la banda pop-disco-funk Earth, Wind & Fire.

## Biografía
Hijo del Dr. Verdine White Sr. y hermano de Maurice White, Verdine nació y creció en Chicago, donde comenzó desde muy joven a estudiar el contrabajo a pesar de la pretensión de su padre de que emprendiese carrera en medicina. Tras trabajar con la Chicago Symphony Orchestra, Verdine comenzó su carrera profesional tocando el bajo eléctrico en locales de jazz de Chicago y otras ciudades cercanas. En 1969 Verdine funda, con su hermano Maurice, Earth, Wind & Fire, con la que graba cerca de una treintena de discos, efectúa giras por los cinco continentes y con la que aún continúa trabajando.
El músico vive con su esposa Mashelle en Los Ángeles, donde ha establecido desde 2007 una fundación que lleva su nombre y que tiene como objetivo ayudar a estudiantes de música sin recursos económicos.

## Valoración
Verdine White pasará a la historia por su trabajo con Earth, Wind & Fire, una de mejores bandas de funk y R&B de los años 70. Su estilo sincopado, basado en patrones de semicorcheas y con un fuerte componente melódico queda bien representado en éxitos como "September", "Getaway", "Fantasy", o "After the Love Has Gone", temas que han contribuido a redefinir el léxico moderno del instrumento. Junto a Larry Graham, Bootsy Collins, George Porter Jr. Francis Rocco Prestia o Bernard Edwards Verdine White es uno de los padres del moderno bajo de funk.

## Equipo
A lo largo de su carrera, White ha hecho uso de una gran variedad de instrumentos y amplificadores. Para la grabación del álbum The Promise, en 2003, White utilizó un Yamaha TRB4 y un Sadowsky (ambos de cuatro cuerdas) amplificados a través de un Ampeg B15.
La firma Ibanez mantuvo en su catálogo un modelo con el nombre del bajista, el Verdine White Signature

## Discografía
El ha grabado el bajo de TODOS y cada uno de los discos de Earth, Wind & Fire, lo cual demuestra el enorme talento que lo ha convertido, junto con su banda, en verdaderas leyendas de la música a nivel mundial; ejerciendo, en ocasiones, el rol de productor o coproductor. Además cuenta con una serie de colaboraciones como bajista y productor en discos de diferentes artistas de jazz, funk, R&B y pop:
- 1974 Sun Goddess - Ramsey Lewis
- 1975 Electric Collection - Ramsey Lewis
- 1976 Flowers - The Emotions
- 1976 This Is Niecy - Deniece Williams
- 1977 Rejoice - The Emotions
- 1977 Song Bird - Deniece Williams
- 1977 Come go with us - Pockets
- 1978 Sunbeam - The Emotions
- 1979 The changing of the guard - Stargard
- 1979 So delicious - Pockets
- 1983 Standing in the Light - Level 42 (producción)
- 1997 Urban Knights II - Urban Knights (bajo, producción)
- 2002 This Is Me... Then - Jennifer Lopez